# 上海动漫博物馆
上海动漫博物馆全称上海动画、漫画博物馆，位于上海市浦东新区张江路69号， 是一家以动画和漫画为主题的博物馆。

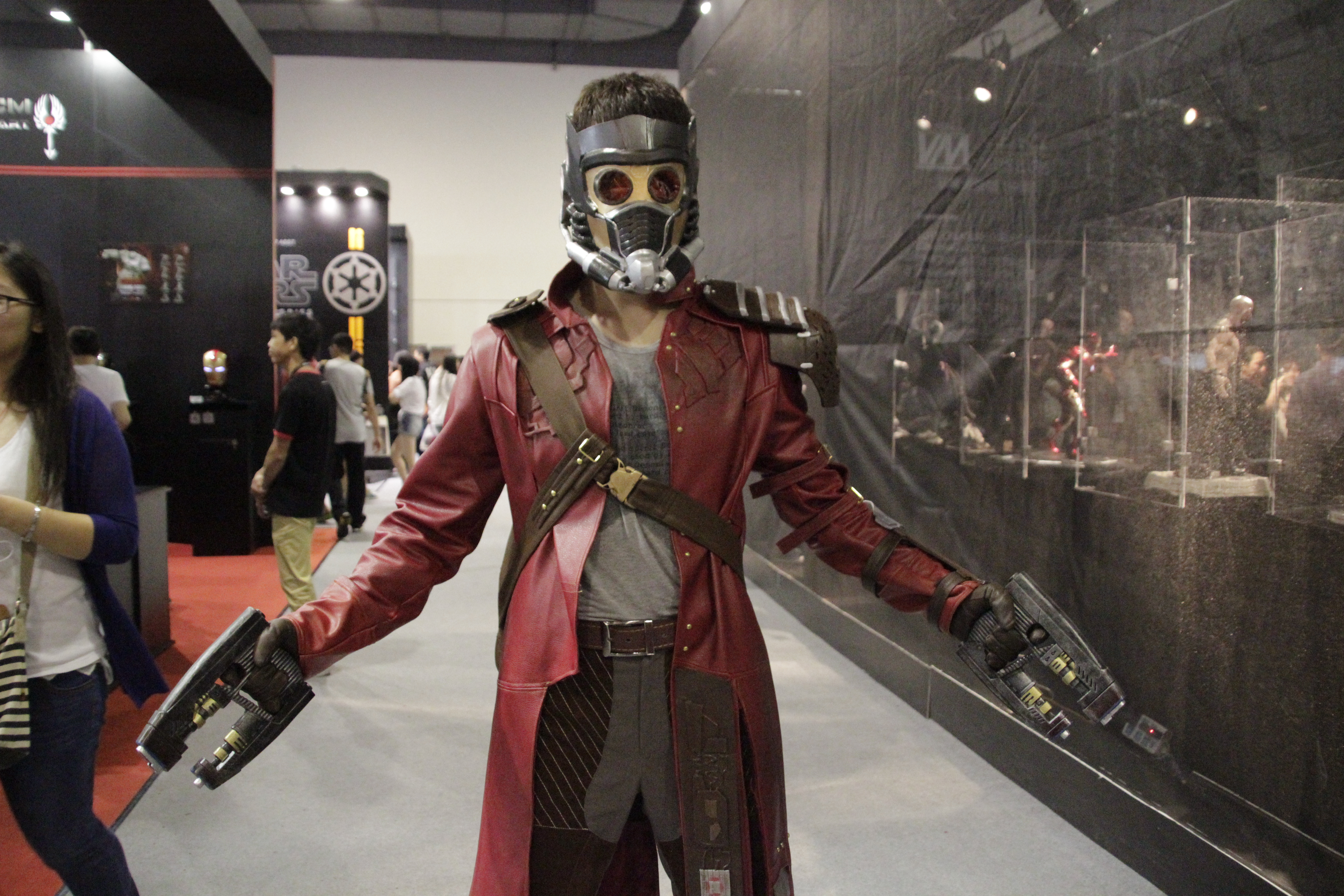
上海动漫博物馆

## 场馆介绍
上海动漫博物馆坐落于张江高科技园区，共有三层，建筑面积7000平方米，于2010年4月22日起对外开放。博物馆有历史展呈馆、互动体验馆，还有多功能3D影院和临时展区，藏品超过一万件。 在底楼的展示陈列区中有漫画馆、动画馆、动画发展长廊，主要展示有动漫的精品原作。互动体验区在博物馆二楼，游客可亲自参与体验，深入到动漫制作过程中。博物馆三楼是多功能剧场区，有3D影剧院，并经常举办动漫新品演出、新片发布会等。

## 参观信息
- 开放时间：周二至周日10:00－17:00。
- 公共交通：地铁二号线，公交路609、990、977、961路等。